# Yasuhiro Kobayashi
Yasuhiro Kobayashi, noto anche con lo pseudonimo di coba (小林 靖宏?, Kobayashi Yasuhiro; Nagano, 29 aprile 1959), è un fisarmonicista, arrangiatore e compositore giapponese.
Ha venduto oltre 1 000 000 di CD.

## Biografia
Kobayashi è nato a Nagano, in Giappone, nel 1959. Ha iniziato a suonare la fisarmonica all'età di nove anni. Compiuta la maggiore età, si trasferì in Italia per studiare presso il dipartimento di fisarmonica della scuola di musica Fancelli-Boschello di Mirano, in provincia di Venezia, sotto la guida del maestro Elio Boschello.
Nell'aprile 1979 vinse in Giappone un concorso di fisarmonica e un altro in Italia nel settembre dello stesso anno. Nel 1980, in Austria, fu riconosciuto miglior fisarmonicista vivente.
Kobayashi ha poi creato la propria musica, prendendo accordi da celebri composizioni. Nel 1990, per la pubblicazione del suo album ha collaborato con Björk, partecipando ad un suo tour in più di sessanta paesi. Nel corso della sua carriera ha anche collaborato con Goldie, con gli 808 State, con gli Underworld, con i Plaid e con Howie B.
Nel 1996, la rivista Nova Magazine ha menzionato il suo Roots quale miglior album. Nel 2001 l'Academy Award giapponese l'ha proclamato Miglior compositore dell'anno. Nel 2002 ha creato la colonna sonora per il gioco Pokémon. Nel 2006 gli sono stati conferiti i premi Voce d'oro, e Fisarmonicista più attivo nel mondo.
Ha pubblicato più di trenta album. Kobayashi ritiene che la sua musica non appartenga ad alcun specifico genere musicale.